# Nabeul
Nabeul (arabe : نابل, Nābil, /nɛːbɪl/, ) est une ville du nord-est de la Tunisie, située au sud de la péninsule du cap Bon, à une soixantaine de kilomètres au sud-est de Tunis.

## Géographie

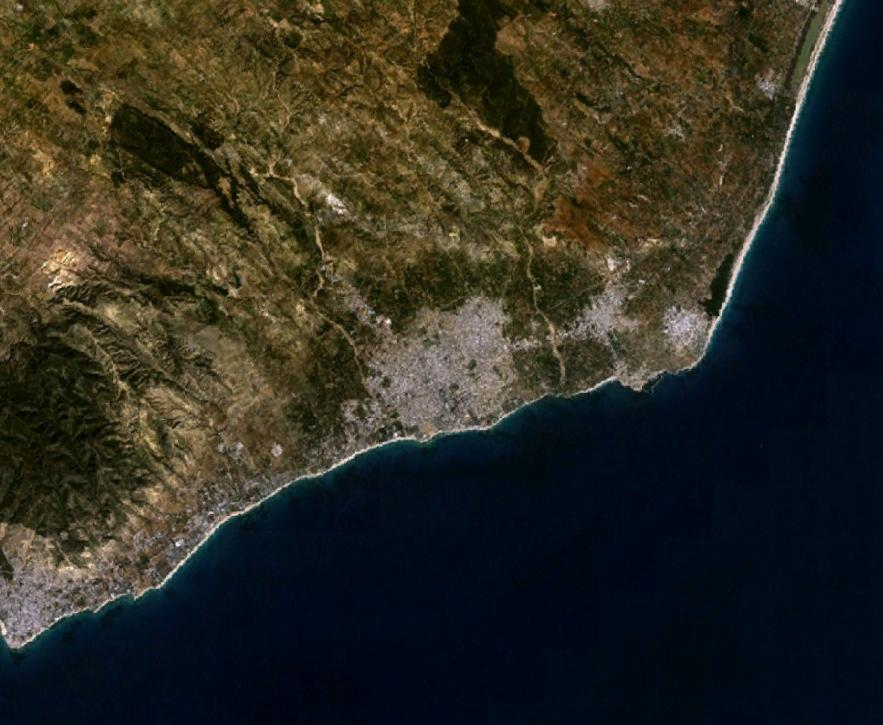
Vue de Nabeul par satellite.

Chef-lieu du gouvernorat du même nom, elle constitue une municipalité comptant 70 437 habitants en 2014. En associant les villes voisines de Dar Chaâbane, Béni Khiar et El Maâmoura, elle forme une agglomération. Avec Hammamet, elle forme une conurbation bipolaire.
Située dans la région du cap Bon, qui constitue une péninsule s'enfonçant dans la mer Méditerranée, Nabeul est située au centre de son flanc sud-est, non loin de la ville d'Hammamet, et constitue l'une des plus importantes localités qui se succèdent le long de la côte du golfe d'Hammamet. Son environnement est constitué de vergers et de jardins. Grâce à sa plage de sable fin et son climat méditerranéen, la région est une destination appréciée des touristes européens et représente le second pôle touristique de la région après Hammamet.

### Climat
Nabeul ainsi que la région du cap Bon sont dominées par un climat tempéré. En janvier, la température descend jusqu'à 8,4 °C en moyenne minimale alors qu'elle atteint 15,8 °C en moyenne maximale. En août, elle atteint 22,6 °C en température moyenne minimale, alors qu'elle atteint 30,6 °C en moyenne maximale.
| Mois                                | jan. | fév. | mars | avril | mai  | juin | jui. | août | sep. | oct. | nov. | déc. | année |
| ----------------------------------- | ---- | ---- | ---- | ----- | ---- | ---- | ---- | ---- | ---- | ---- | ---- | ---- | ----- |
| Température minimale moyenne (°C)   | 8,4  | 8,9  | 9,9  | 12    | 15,2 | 18,7 | 21,6 | 22,6 | 20,9 | 18,1 | 13,3 | 9,9  | 15    |
| Température maximale moyenne (°C)   | 15,8 | 16,4 | 17,2 | 19,4  | 22,4 | 26,8 | 30,4 | 30,6 | 28,7 | 24,9 | 20,4 | 17   | 20    |
| Précipitations (mm)                 | 59   | 34   | 38   | 27    | 16   | 8    | 5    | 10   | 29   | 48   | 45   | 50   | 369   |
| Nombre de jours avec précipitations | 10   | 9    | 10   | 8     | 6    | 4    | 1    | 2    | 7    | 8    | 10   | 11   | 86    |

## Histoire

### Antiquité

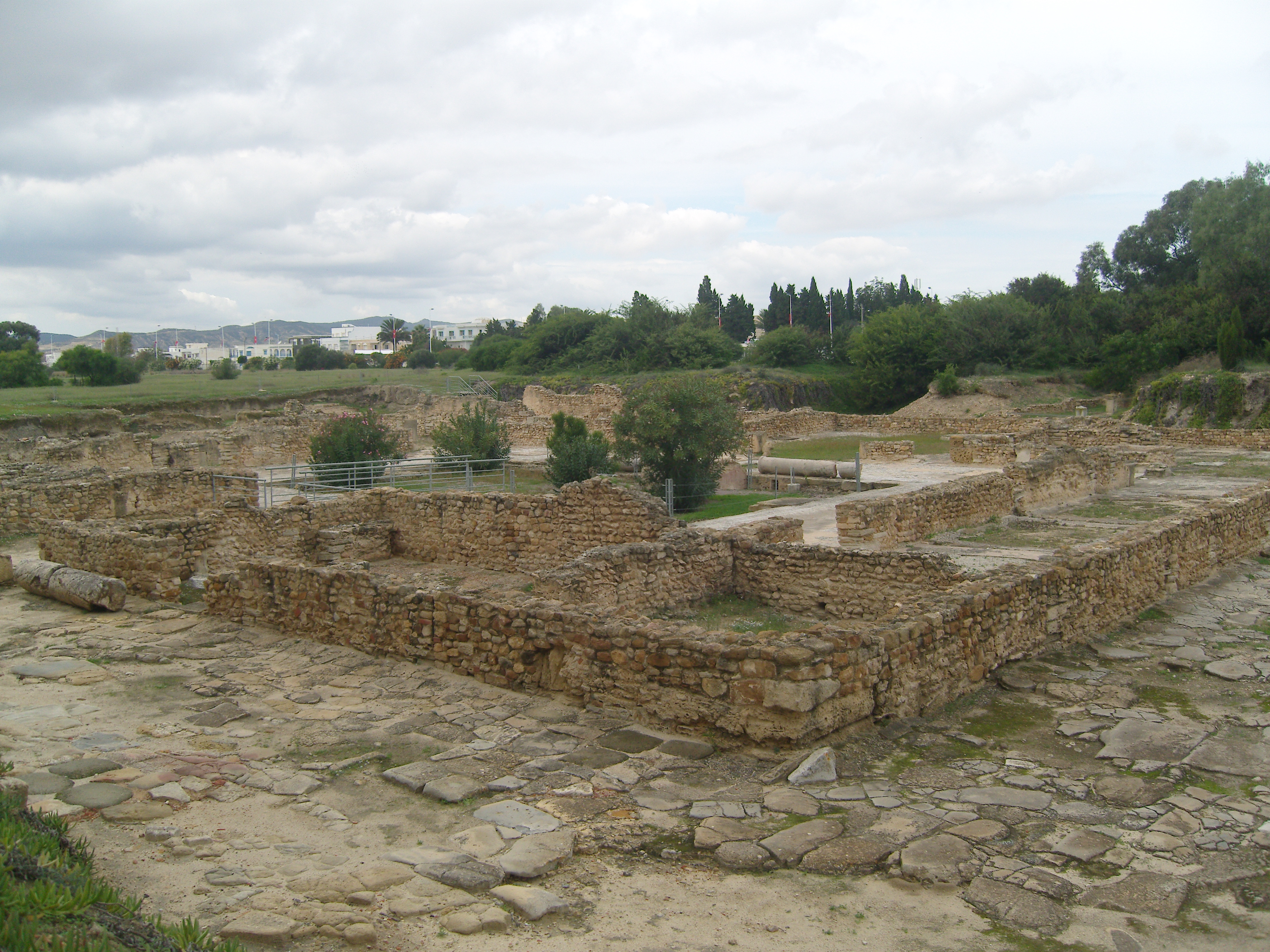
Vue générale de la Maison des Nymphes de Néapolis.

Dans l'Antiquité, la ville porte le nom grec de Néapolis qui est composé de nea (nouvelle) et polis (cité). C'est ainsi que l'appellent les Grecs puis les Romains. La fondation de la ville remonte à au moins 2 400 ans. Le grec Thucydide la qualifie, au Ve siècle av. J.-C., de comptoir carthaginois et lui confère le titre de ville d'Afrique du Nord la plus anciennement mentionnée par les textes après Carthage. Durant la guerre du Péloponnèse en 413 av. J.-C., qui oppose Sparte à Athènes, les soldats de Sparte embarquent sur des navires qui s'échouent sur les côtes de Cyrénaïque. Les citoyens de Cyrène décident de les aider et leur fournissent des embarcations et des pilotes. Ils font escale dans une ville du nom grec de Néapolis. C'est à cette occasion que l'histoire enregistre, pour la première fois, le nom antique de Nabeul.
En 310 av. J.-C., Néapolis est prise par Agathocle de Syracuse lors de sa campagne d'Afrique.
En 148 av. J.-C., Néapolis paie sa fidélité à Carthage. En effet, la ville est prise et détruite par le général romain Calpurnius Pison.
Au début de l'occupation romaine, Néapolis sombre dans le déclin et l'oubli pendant près d'un siècle. De plus, avec la conquête arabe, les Byzantins détruisent la ville.

### Époque médiévale
L'armée musulmane commandée par Abou al-Mouhajer arrivant de la péninsule arabique conquiert le cap Bon en 674. Les Arabes érigent alors Ksar Nabeul au IXe siècle, puis la Grande Mosquée. Alors que les Normands multiplient leurs attaques sur les côtes de la région, Roger II de Sicile occupe en 1148 le fortin et en fait un poste militaire pour attaquer Hammamet.

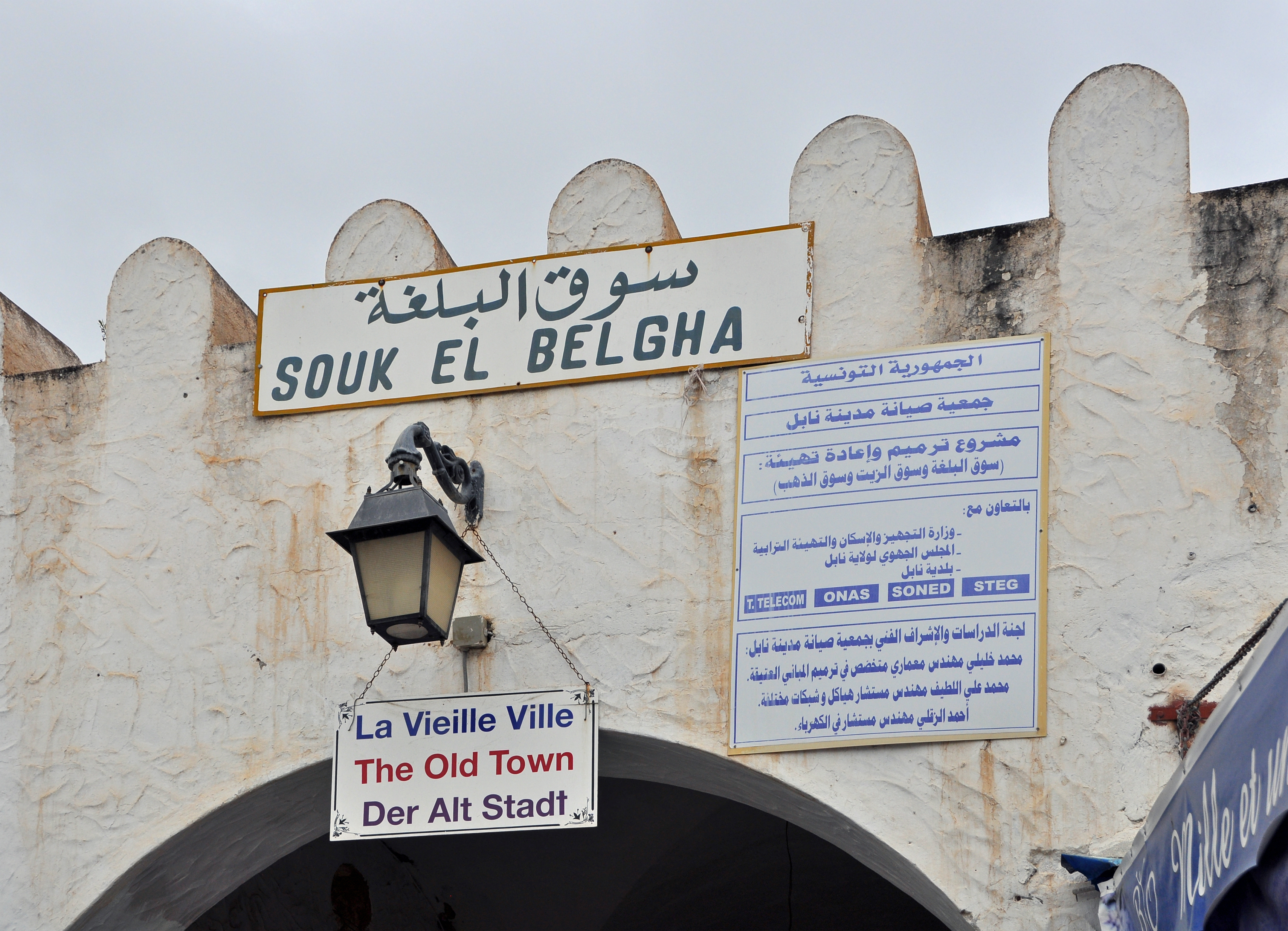
Entrée du souk El Balgha.

À partir du XVIIIe et du XIXe siècle, la ville acquiert progressivement sa structure définitive dans son noyau de la médina.
Les souks constituent le cœur de la ville et un lieu de rassemblement et d'échange commercial ; ils se développent et jouent un rôle important dans l'économie locale. Plusieurs d'entre eux sont construits à cette époque, notamment le souk El Haddada (forgerons), le souk El Balgha (considéré comme l'un des plus anciens et connus), le souk El Ihoud (souk des Juifs) mais aussi le souk Ezzit (souk de l'huile). La médina est accessible par plusieurs portes, telles que Bab Bled, principale entrée de la cité, Bab El Khoukha et Bab El Zaouia. Grâce à la fertilité et au climat de la région, ses activités agricole et commerciale, la ville attire des flux migratoires en provenance de Djerba et de Kairouan. C'est à cette époque que l'agriculture connaît un véritable renouveau avec l'afflux d'Andalous chassés d'Espagne.

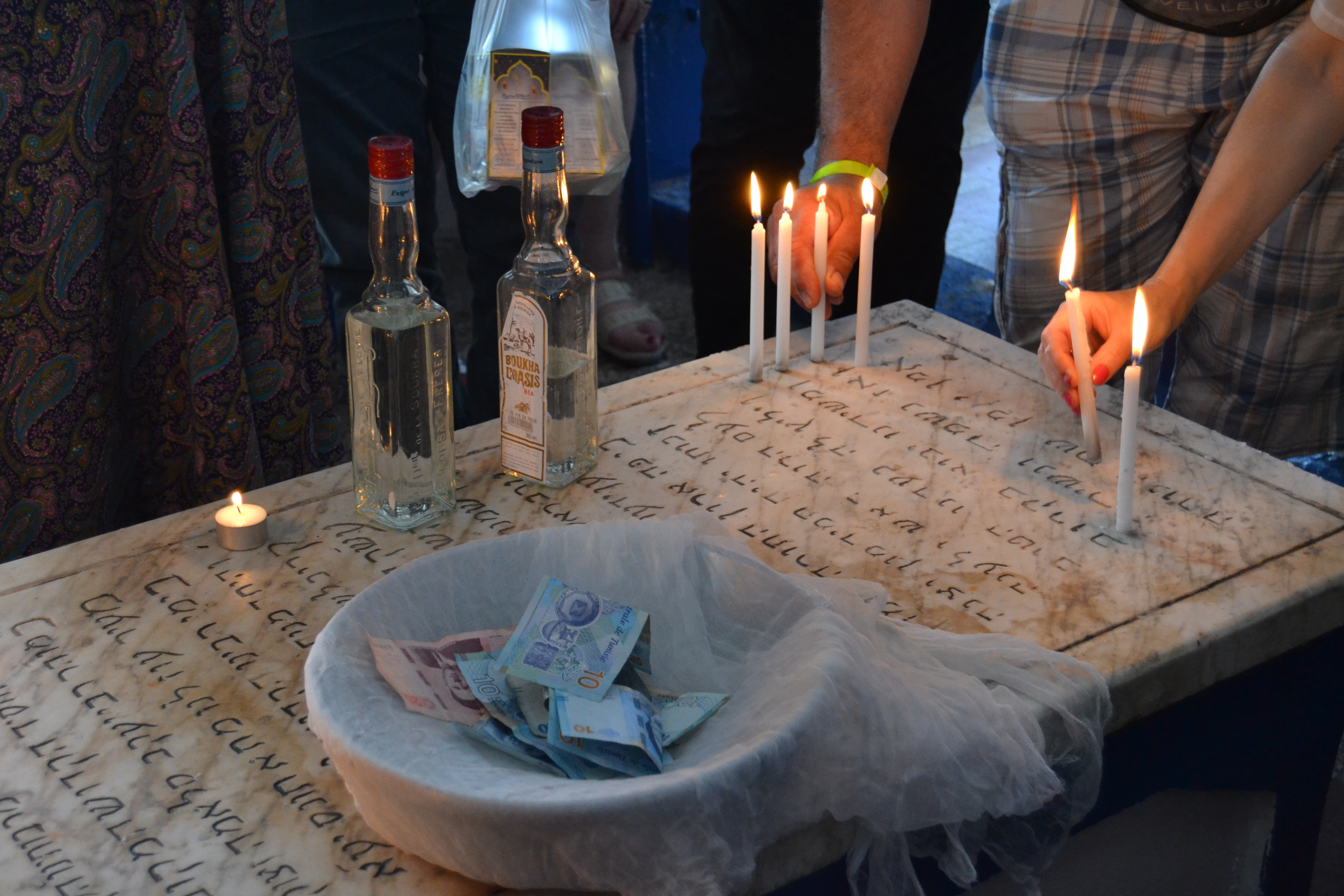
Pèlerinage au mausolée de Rabbi Yaakov Slama.

L'installation des Juifs a lieu au début du XVIIIe siècle, avec l'arrivée de personnes en provenance de Tunis, Djerba et de villages du cap Bon qui s'installent dans divers quartiers. La ville compte historiquement sept synagogues — la Grande synagogue à proximité de la Grande Mosquée et les synagogues Mordekhai Karila, Gaston Karila, Rabbi Hai Guez, Ephraïm Haddad, Braouma et Yaakov Mammou — et un saint, Rabbi Yaakov Slama, dont le mausolée au cimetière juif est encore l'objet d'un pèlerinage.

### Époque moderne
Avec le protectorat français, instauré en 1881, Nabeul devient le siège du caïdat régional jusqu'au 10 août 1902, date de sa fusion avec le caïdat de Soliman pour former un nouveau caïdat basé à Grombalia. Un contrôle civil est établi en 1885 et l'organisation municipale contribue à l'amélioration des conditions de vie, en fournissant de l'eau potable et l'éclairage, mais aussi en facilitant le transport. En effet, les travaux d'aménagement urbain, notamment la construction de la ligne de chemin de fer reliant la cité à Tunis entamée vers la fin du XIXe siècle, sont déterminants et marquent le tissu urbain, surtout dans sa périphérie européenne. Son ouverture sur l'extérieur s'explique aussi par le fait que la cité devient une station balnéaire, l'arrivée des voyageurs contribuant à relancer la vie économique. Par ailleurs, jusqu'à 2 058 Juifs sont recensés à Nabeul en 1946 avant que leur nombre ne décline progressivement.

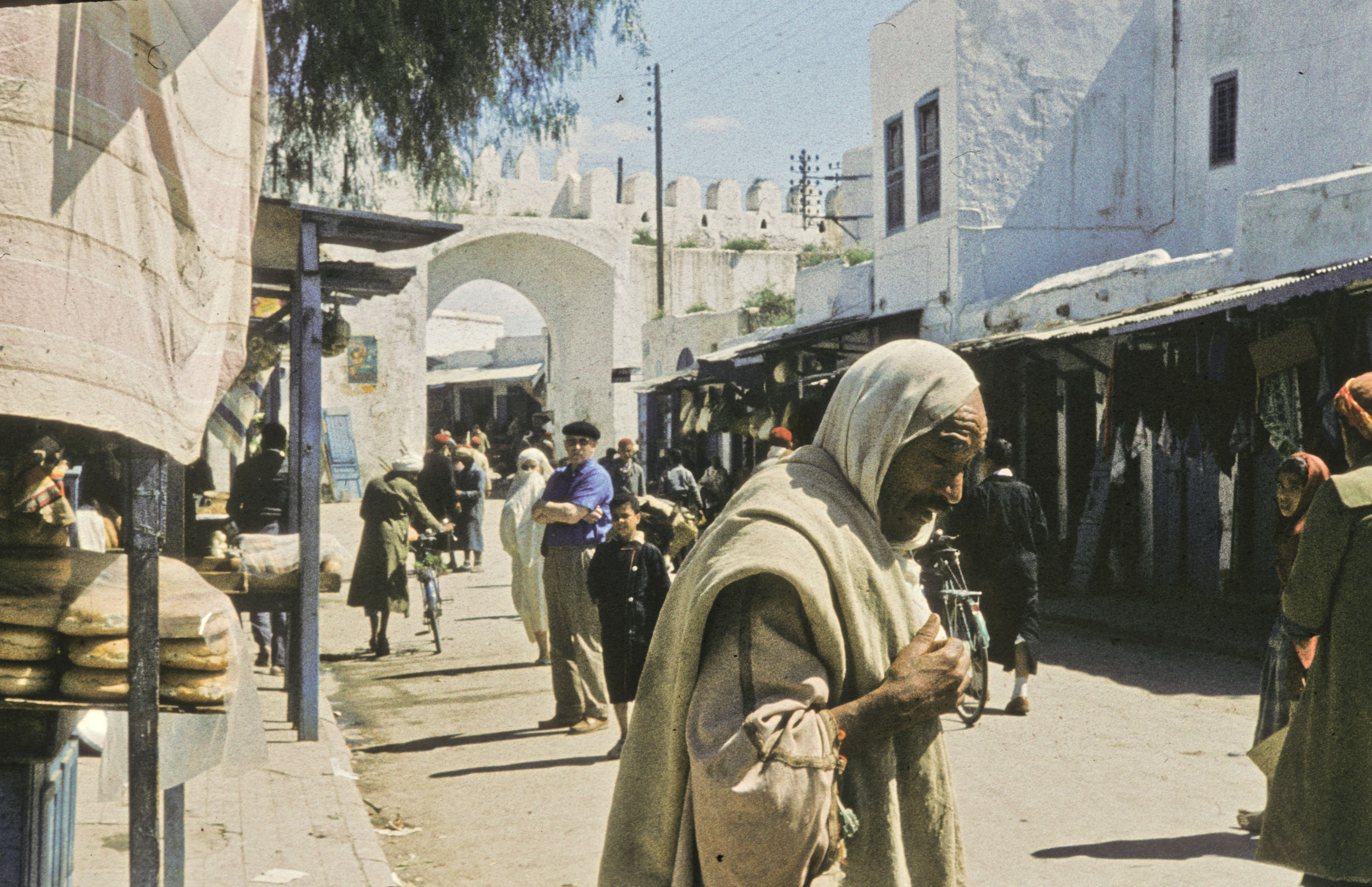
Rue de Nabeul en 1960.

Le mouvement nationaliste, appuyé par des intellectuels locaux, musulmans et juifs, voit la naissance de la cellule locale du Néo-Destour en 1936. Le 19 janvier 1952, des manifestations ont lieu dans la ville dans le cadre du soulèvement de la Tunisie pour son accès à l'indépendance : la riposte des forces de l'ordre fait trois morts parmi les manifestants.
Avec l'indépendance, l'enseignement coranique traditionnel cède sa place à l'enseignement public alors que Nabeul devient à la fois un pôle touristique ainsi qu'un centre accueillant diverses industries modernes et artisanales. Pour suivre l'évolution croissante de sa population, des écoles, lycées, centres sportifs et une école polytechnique sont fondés, tout comme une faculté des sciences économiques et un Institut supérieur des beaux-arts.

## Politique et administration

### Municipalité

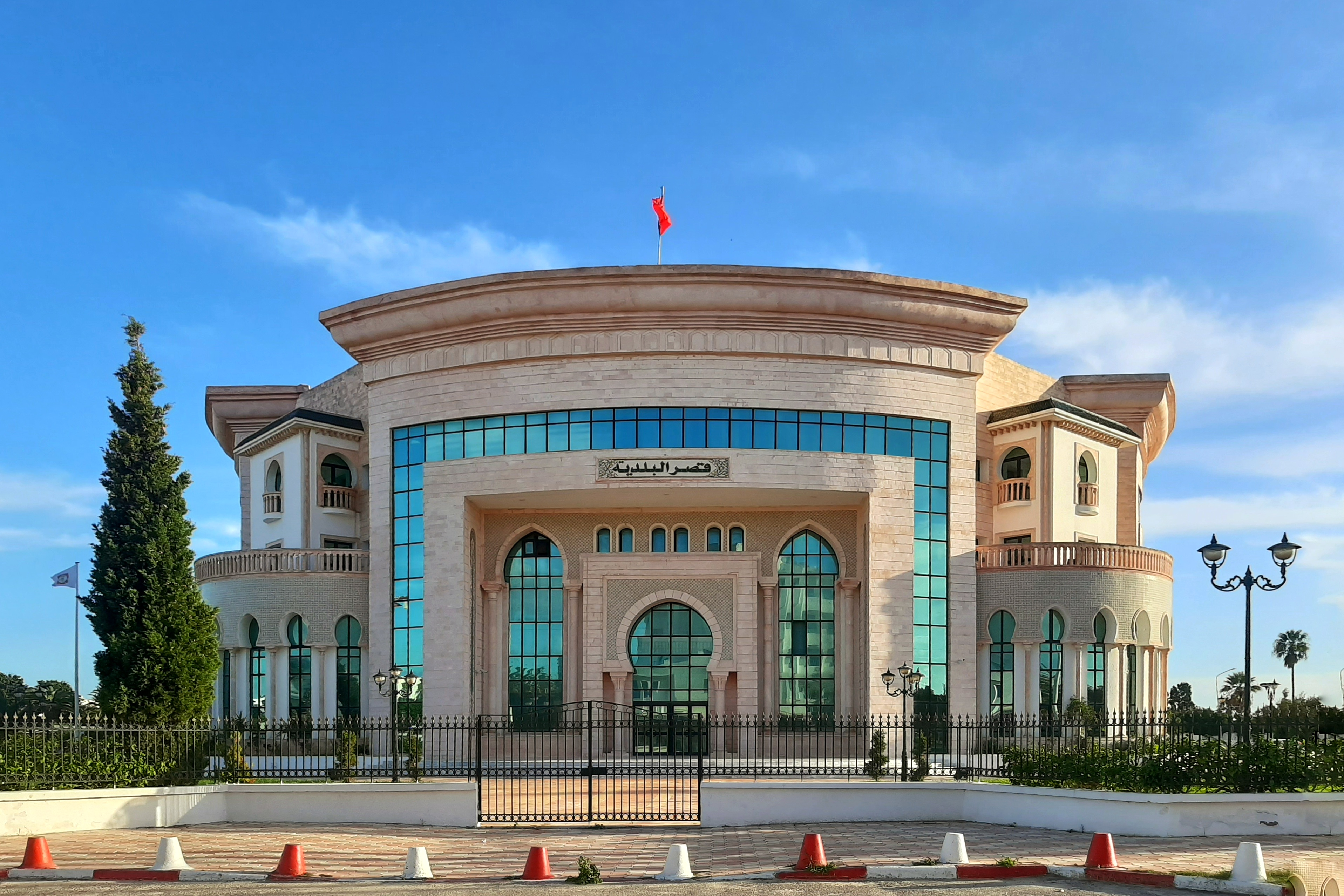
Hôtel de ville de Nabeul.

La liste des maires de Nabeul se compose des personnalités suivantes :
- 5 mai 1957-14 mai 1960 : Mohamed Saad
- 15 mai 1960-24 mai 1980 : Taoufik Daghfous
- 25 mai 1980-11 mai 1985 : Habib Ladhib
- 12 mai 1985-18 mai 1990 : Ezzeddine Chelbi[15]
- 19 mai 1990-3 juillet 1994 : Sadok Bahroun
- 30 mai 1995-14 juin 1996 : Habib Ladhib
- 19 juin 1996-5 juin 2000 : Sahbi Youssef
- 6 juin 2000-200? : Moncef Sidhom
- 201..-201.. : Hatem Sassi[16]
- 201..-201.. : Mohamed Daknou[17]
- 2018-2019 : Houda Skandaji[18]
- depuis 2019 : Basma Maatoug[19]

| Ville  | Ennahdha | Nidaa Tounes | Courant démocrate | Front populaire | Autres partis | Listes indépendantes | Total | Maire élu      |
| ------ | -------- | ------------ | ----------------- | --------------- | ------------- | -------------------- | ----- | -------------- |
| Ville  |          |              |                   |                 |               |                      | Total | Maire élu      |
| Nabeul | 6        | 7            | 2                 | 2               | 6             | 7                    | 30    | Houda Skandegi |

### Maillage administratif
Nabeul est le chef-lieu du gouvernorat du même nom, divisé en seize délégations, 24 municipalités, 21 conseils ruraux et 99 imadas.

## Économie

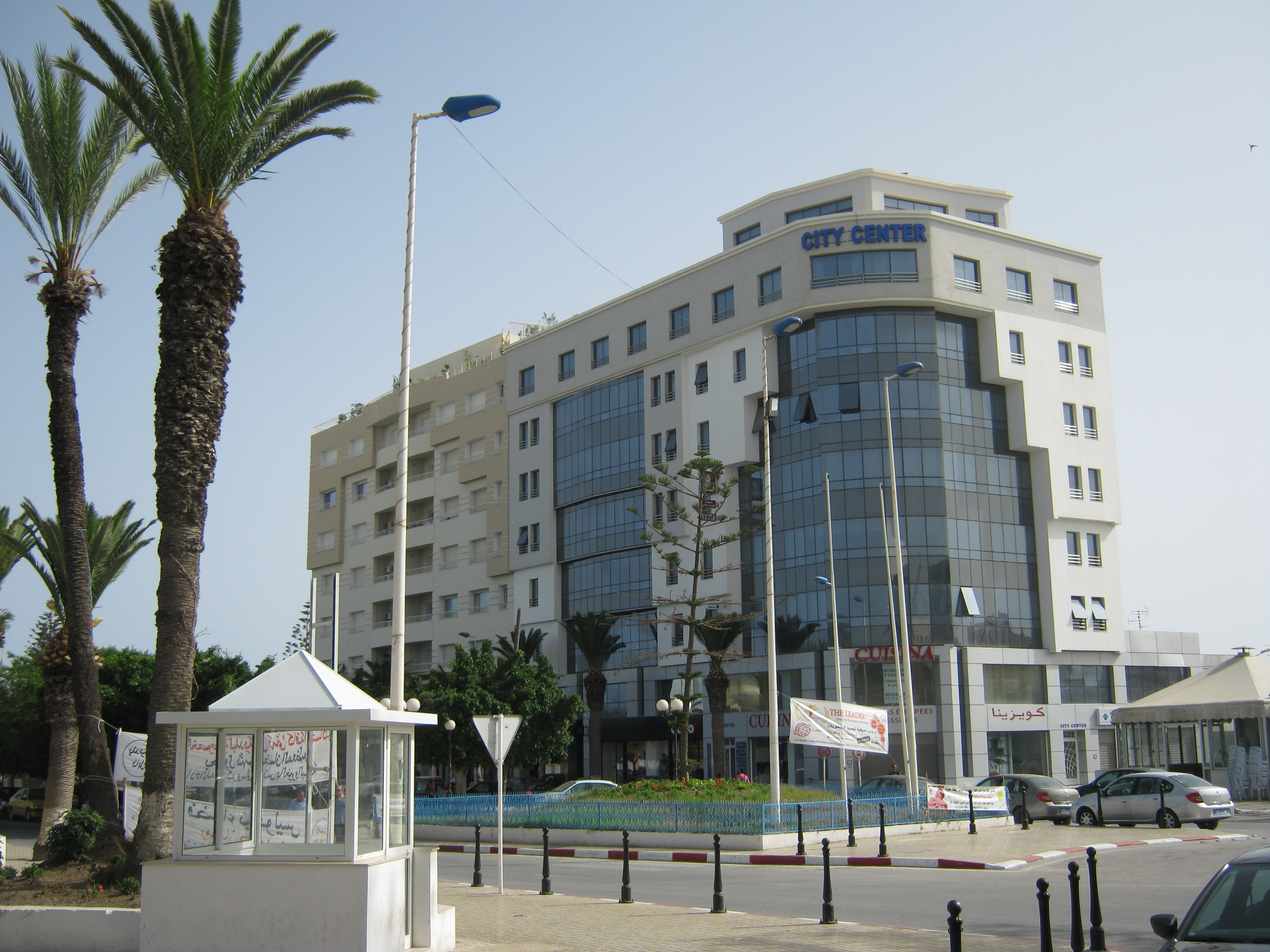
Vue du centre de Nabeul.

L'économie de la région s'articule principalement autour du tourisme, la grande majorité des hôtels de la ville se trouvant en bord de mer.
Parmi les sites touristiques de la cité figurent le site romain de Néapolis (situé à deux kilomètres du centre), le musée archéologique qui offre des collections d'objets en céramique, des statues puniques datant du VIIe siècle av. J.-C. et une importante collection de mosaïques romaines provenant des sites de la région du cap Bon.
Le marché hebdomadaire du vendredi matin attire de nombreux touristes et habitants du cap Bon. Nabeul est également connue pour son agriculture et, notamment à l'étranger, pour son artisanat.

### Artisanat

#### Céramique

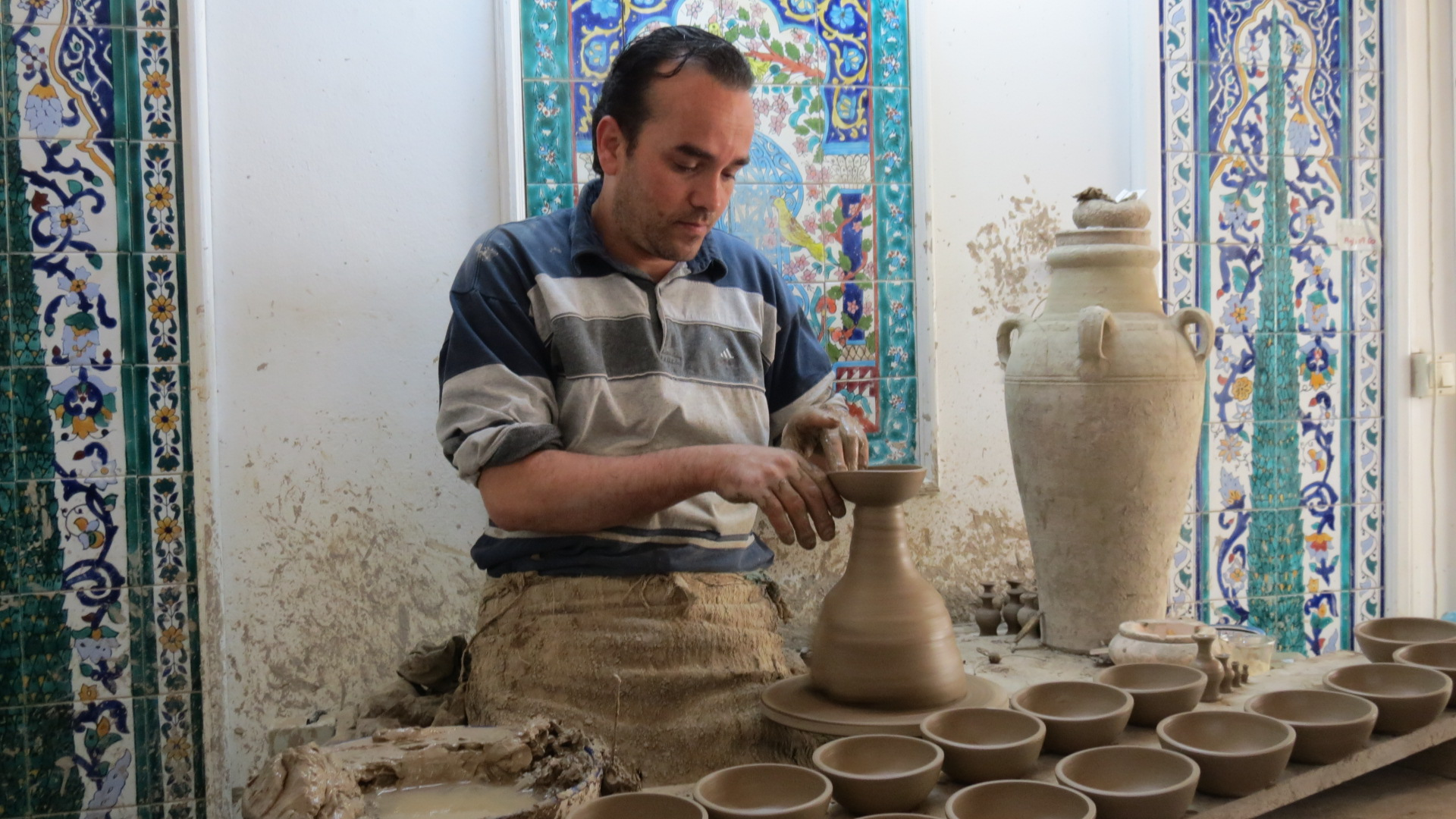
Potier à Nabeul.

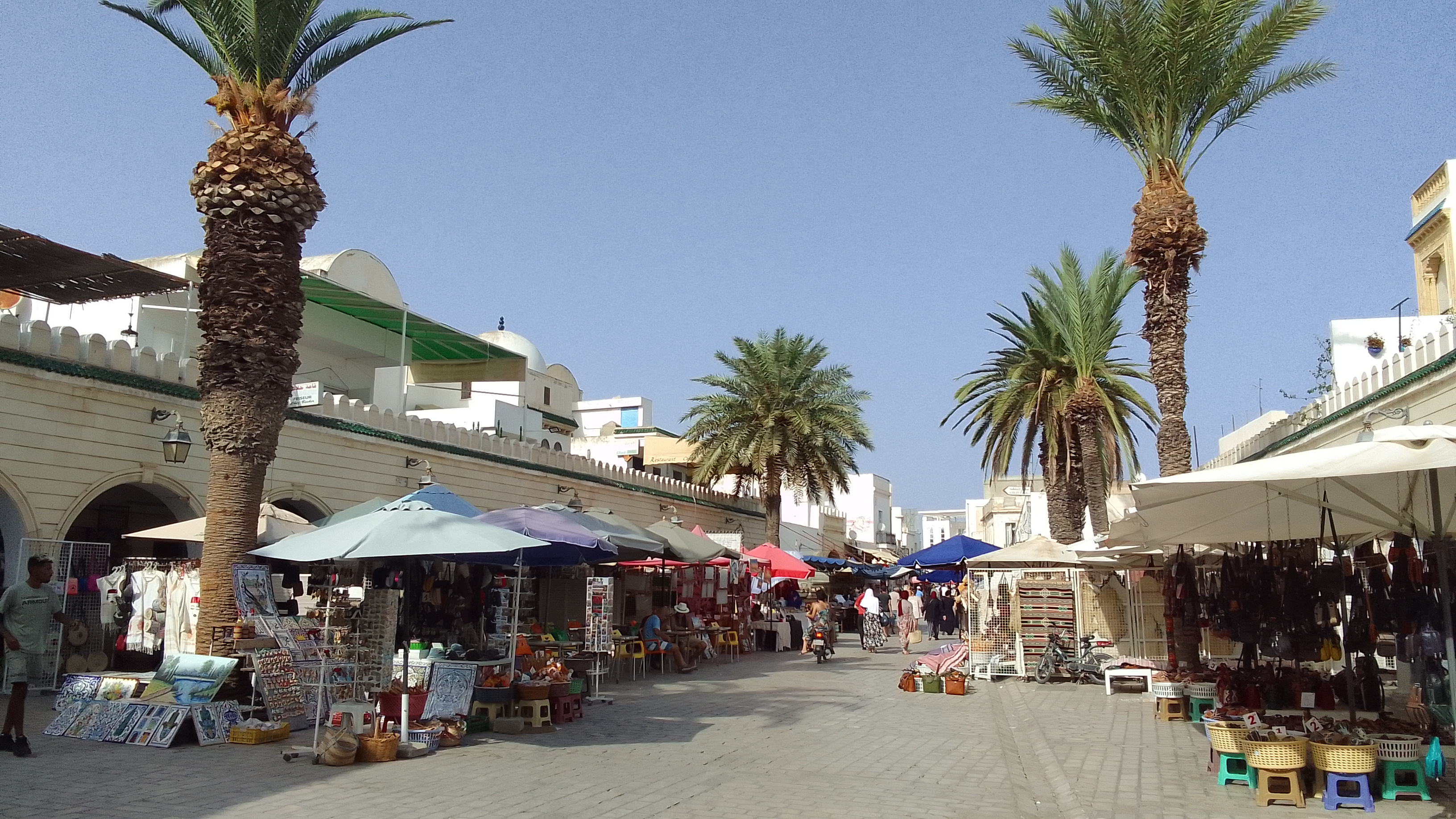
Souk de Nabeul.

Nabeul est réputée en Tunisie et à l'étranger pour la qualité artistique de ses poteries, en particulier de ses assiettes peintes et de ses faïences. Cette production est venue s'ajouter aux traditionnels articles utilitaires crus et poreux ; elle est relancée pendant la première moitié du XXe siècle grâce aux recherches des Français Tessier et Verclos et du Tunisois Jacob Chemla.
Leurs efforts sont poursuivis par les artisans des ateliers locaux car la profession se transmet de père en fils. Plusieurs importants musées commencent à considérer avec intérêt les productions comportant certaines signatures, notamment celles de ces rénovateurs.

#### Autres productions

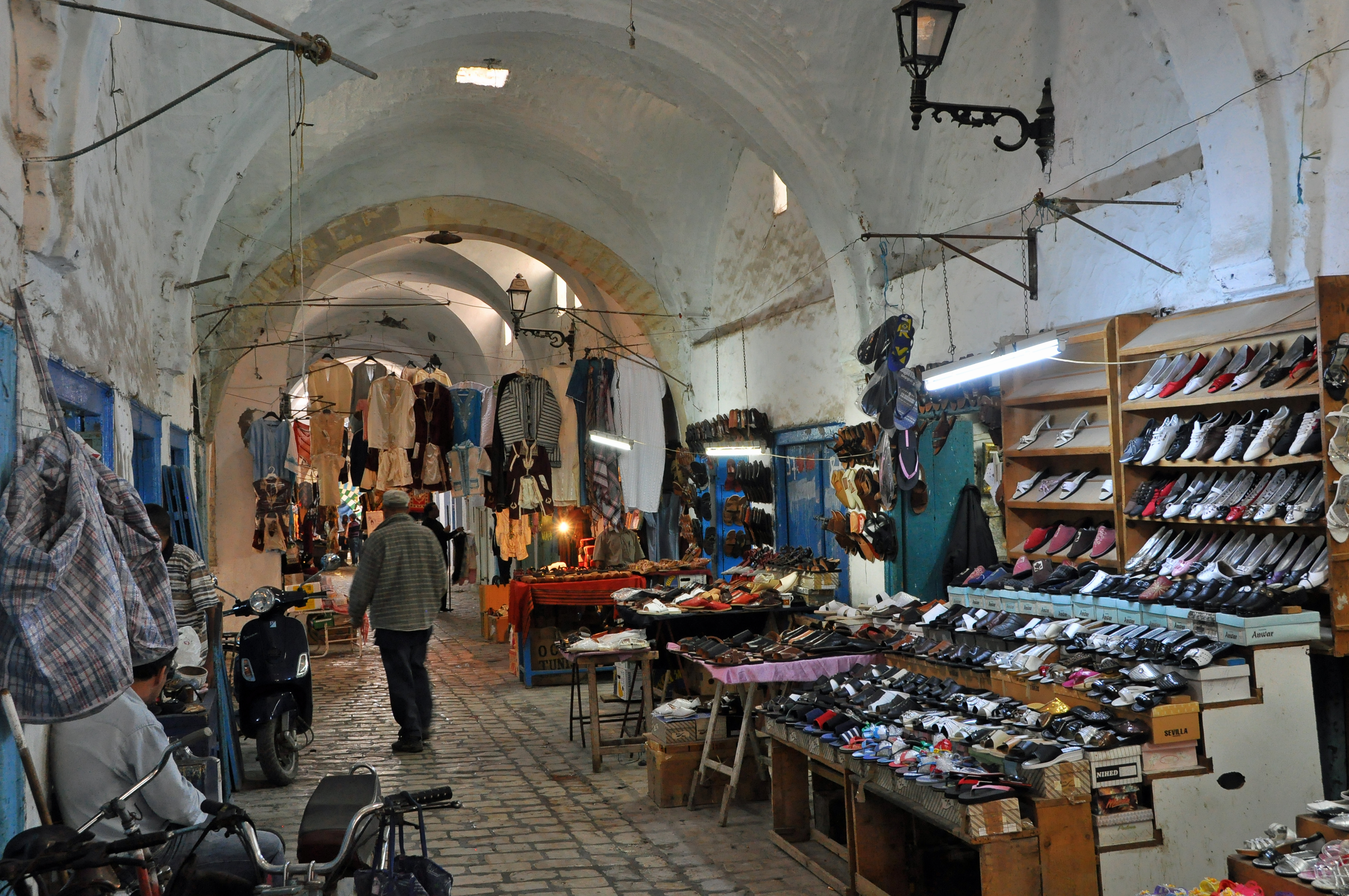
Souk de la médina.

Les nattes sont réalisées à base de jonc vert, normalement récolté au début de l'été, qui a plusieurs couleurs allant du jaune au vert en passant par le bordeaux et le bleu violacé ; les nattiers fabriquent également des couffins. Tout le travail est effectué dans la squifa des maisons ou dans les ateliers traditionnels.
Les souks abritent également diverses productions locales ou provenant d'autres régions du pays : cuivre, cuir et vêtement, chéchia ou broderies.

#### Poupées de sucre

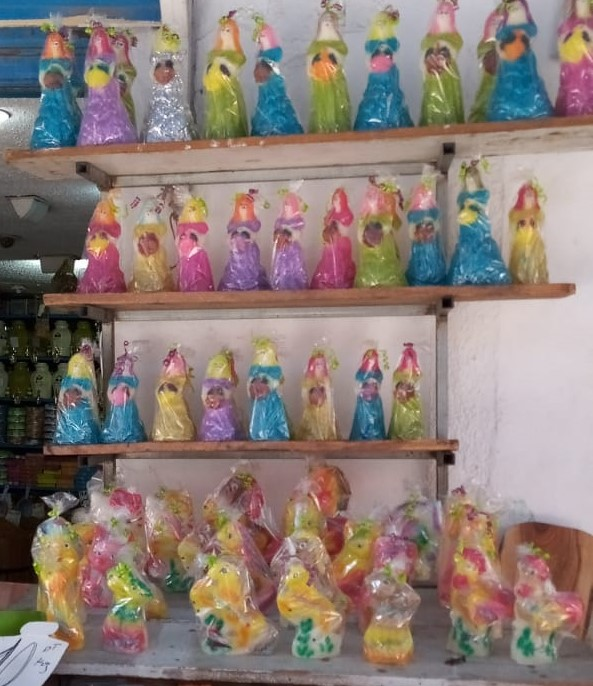
Poupées de sucre et autres figurines pour le Nouvel an musulman.

La ville de Nabeul est le seul lieu en Tunisie où l'on trouve des figurines réalisées en sucre, à partir d'un moulage puis décorées ou peintes avec des colorants naturels. Cette confiserie est préparée à chaque Nouvel An musulman (en) et pour les mariages.
On offre aux petites filles des poupées de sucre qui symbolisent une mariée, une gazelle ou un poisson et aux garçons des poupées en forme d'animaux, de préférence, en forme de coq, de cheval ou de lion. Il est également de tradition que les fiancés offrent à leur promise un mithred (plat creux et à pied en terre cuite) au milieu duquel trône la poupée anthropomorphe entourée de bonbons, de friandises et de fruits secs. Un festival de la poupée de sucre, ainsi qu'un concours de la plus belle poupée, sont organisés chaque année. Les poupées de sucre de Nabeul sont cassées et consommées dix jours après le Nouvel An pour célébrer Achoura. Ces poupées présentent des similarités frappantes avec les poupées de sucre siciliennes, dites pupi di cena (« poupées du dîner »), appelées puppacena en sicilien et offertes aux enfants le 2 novembre lors de la Toussaint. L'origine de la tradition en Sicile est débatue, mais ce sont les Italiens qui l'auraient introduite au cap Bon. Selon Anouar Marzouki, « cette tradition des poupées de sucre serait de tradition fatimide et daterait de 969, aurait émigré vers la Sicile sous la dynastie des Kalbites puis serait venue à Nabeul via la Sicile », d'où le lien avec la fête d'Achoura.

### Agriculture
La culture des arbres fruitiers est axée sur les oranges, le citron Beldis ainsi que le bigaradier. Ainsi, les Nabeuliens distillent des fleurs, en particulier les fleurs du bigaradier, le géranuim bourbon et la rose de Damas et vendent la production en très grande quantité. Une grande partie est destinée au marché local, le reste partant à l'exportation. La tradition de distillation n'est pas exclusive de Nabeul mais celle-ci a su plus que d'autres villes la préserver.
Nabeul est aussi connue pour sa harissa, sa culture ayant débuté en Tunisie après l'arrivée des Andalous au début du XVIIe siècle. Les habitants en stockent d'importantes quantités tout au long de l'année, en pratiquant la oula, qui consiste à préparer divers ingrédients au cours de la saison et à les conserver pour qu'ils soient consommés sur une longue durée.

## Culture

### Musée

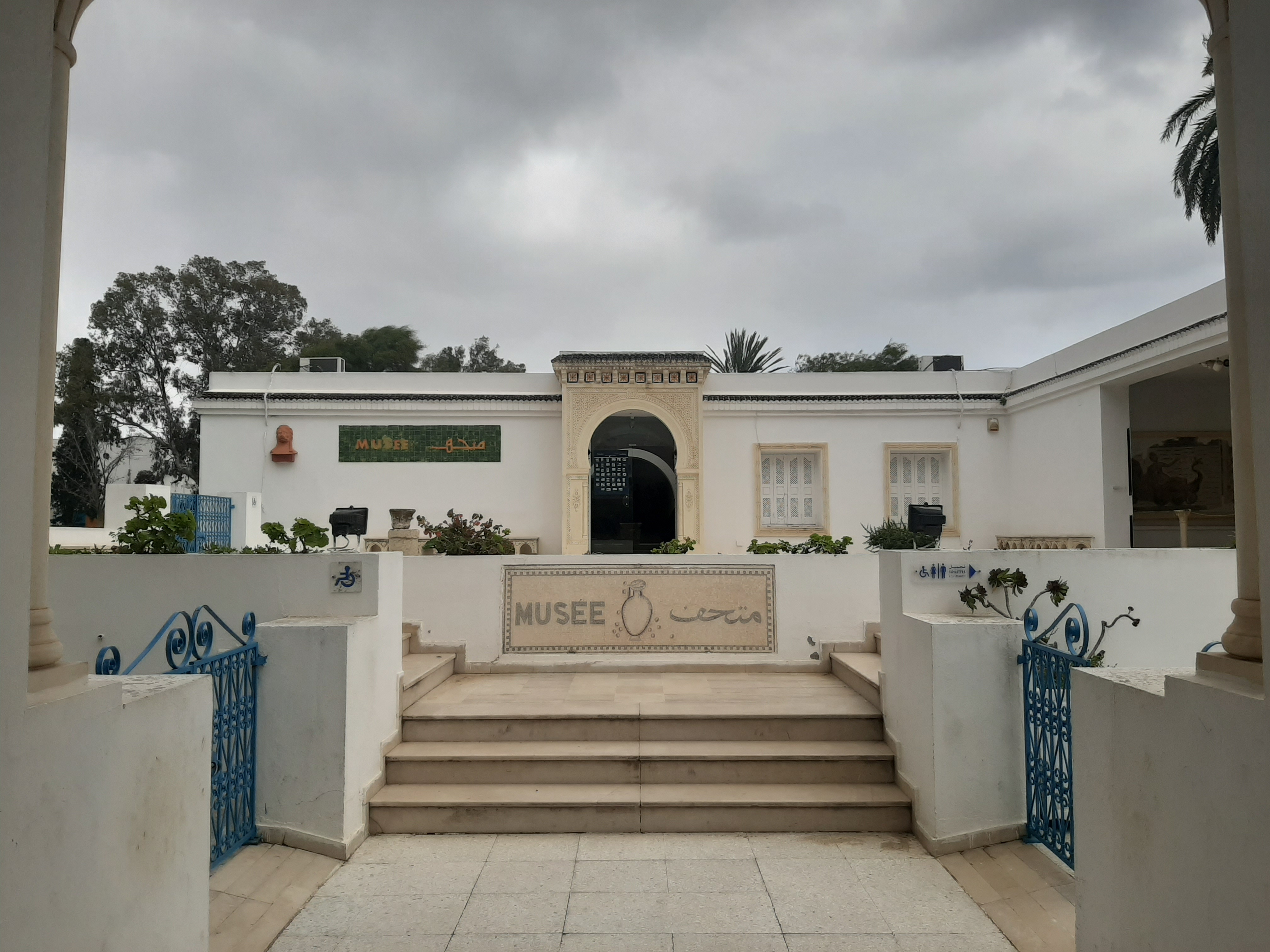
Façade du musée de Nabeul.

Le musée de Nabeul est un musée archéologique inauguré en 1984.

### Éducation
Nabeul accueille un Institut supérieur des études technologiques (ISET) et un Institut préparatoire aux études d'ingénieurs (IPEI).

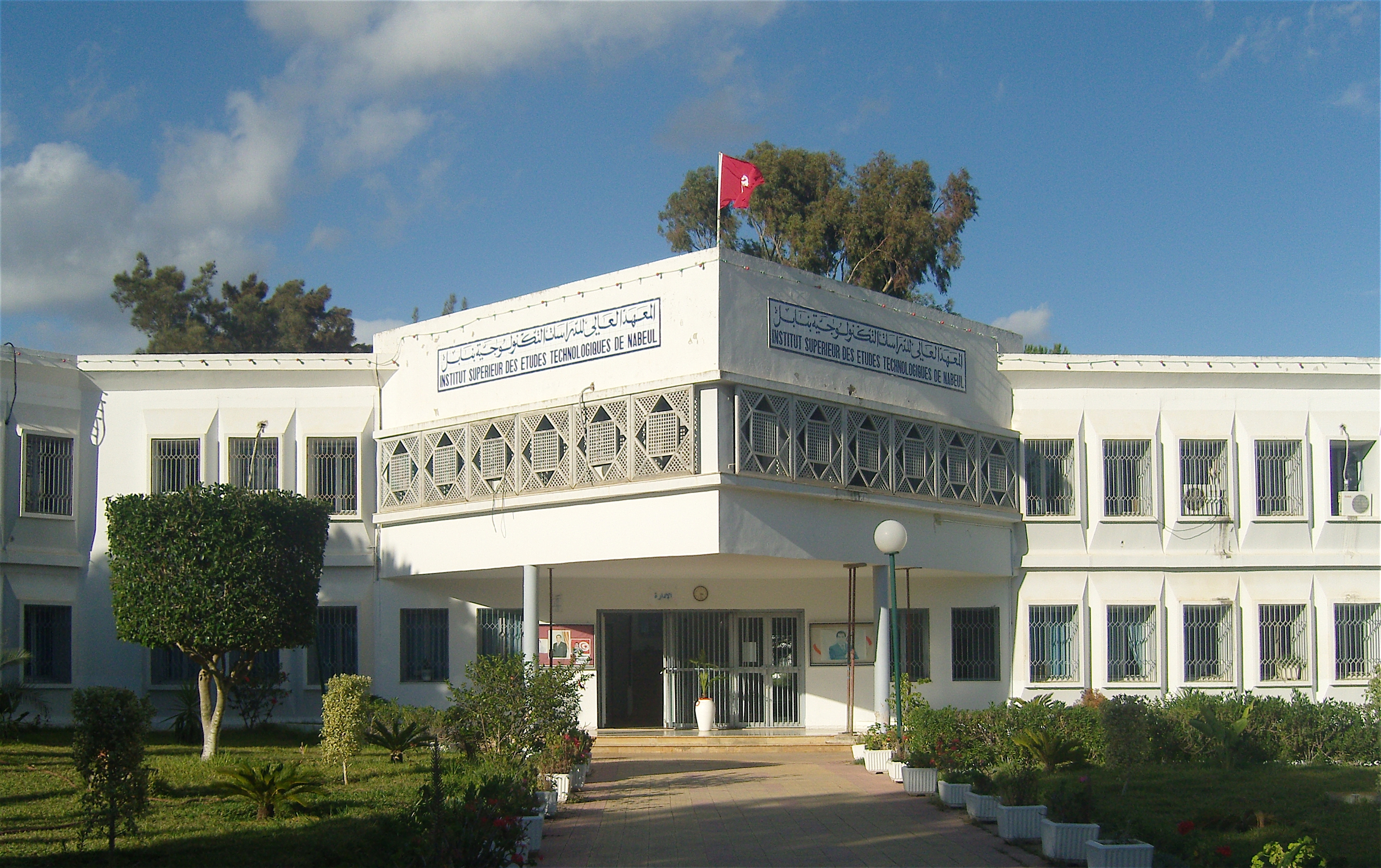
ISET.
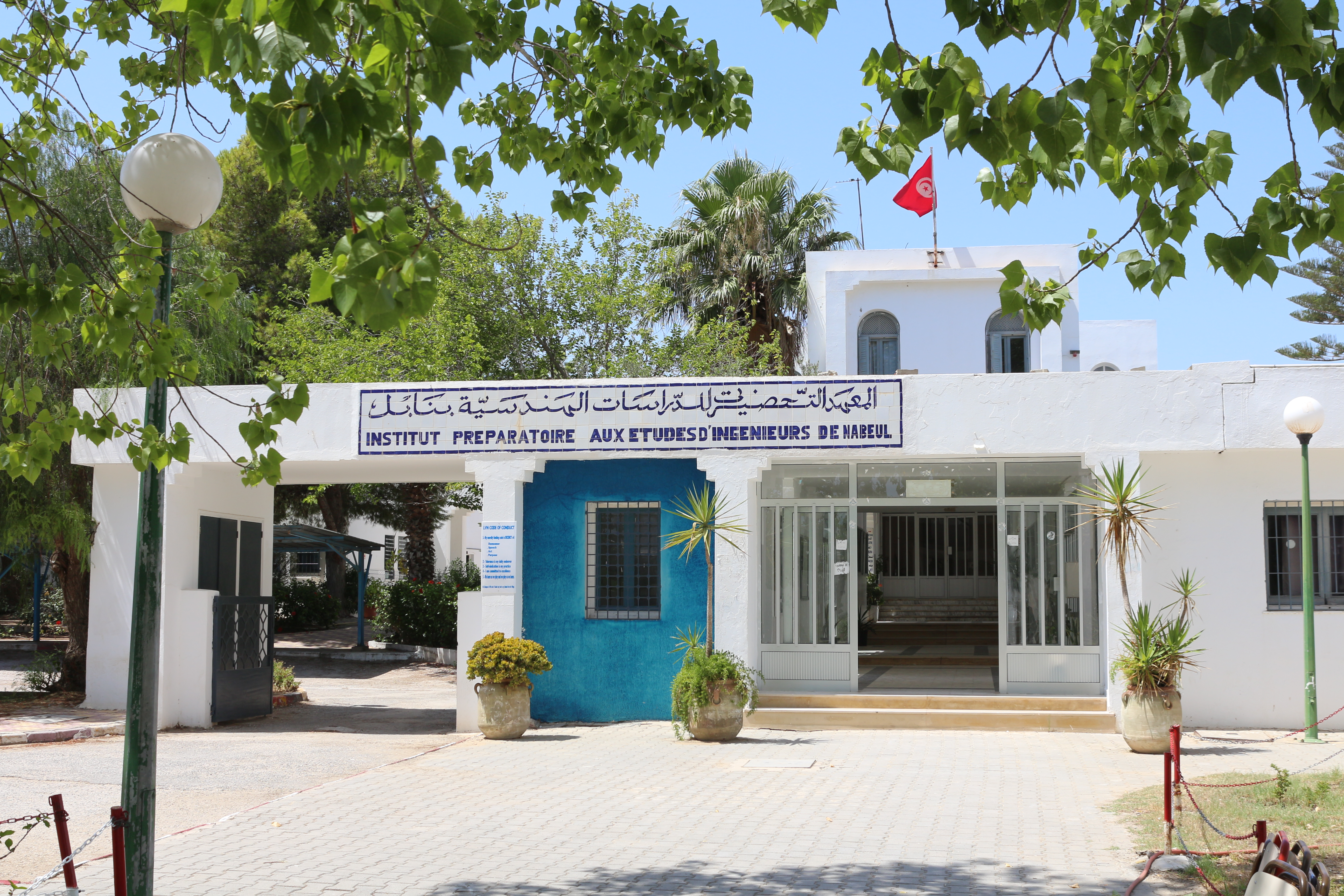
IPEI.

### Sport
Le Stade nabeulien est le principal club sportif de la ville : il comporte plusieurs sections dont celle active en basket-ball qui a été sacrée plusieurs fois championne de Tunisie.

## Transport
La ville de Nabeul est desservie par la Société régionale de transport du gouvernorat de Nabeul, une entreprise publique qui assure le transport en bus à travers toute la région, ainsi que par la ligne ferroviaire qui la relie avec la capitale Tunis.

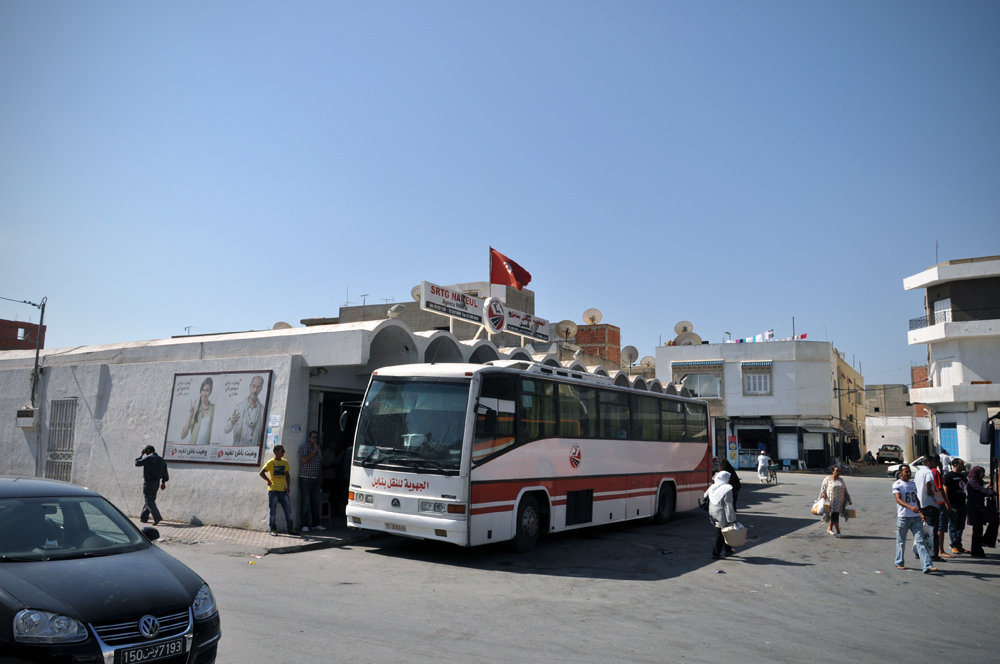
Station de bus à Nabeul.
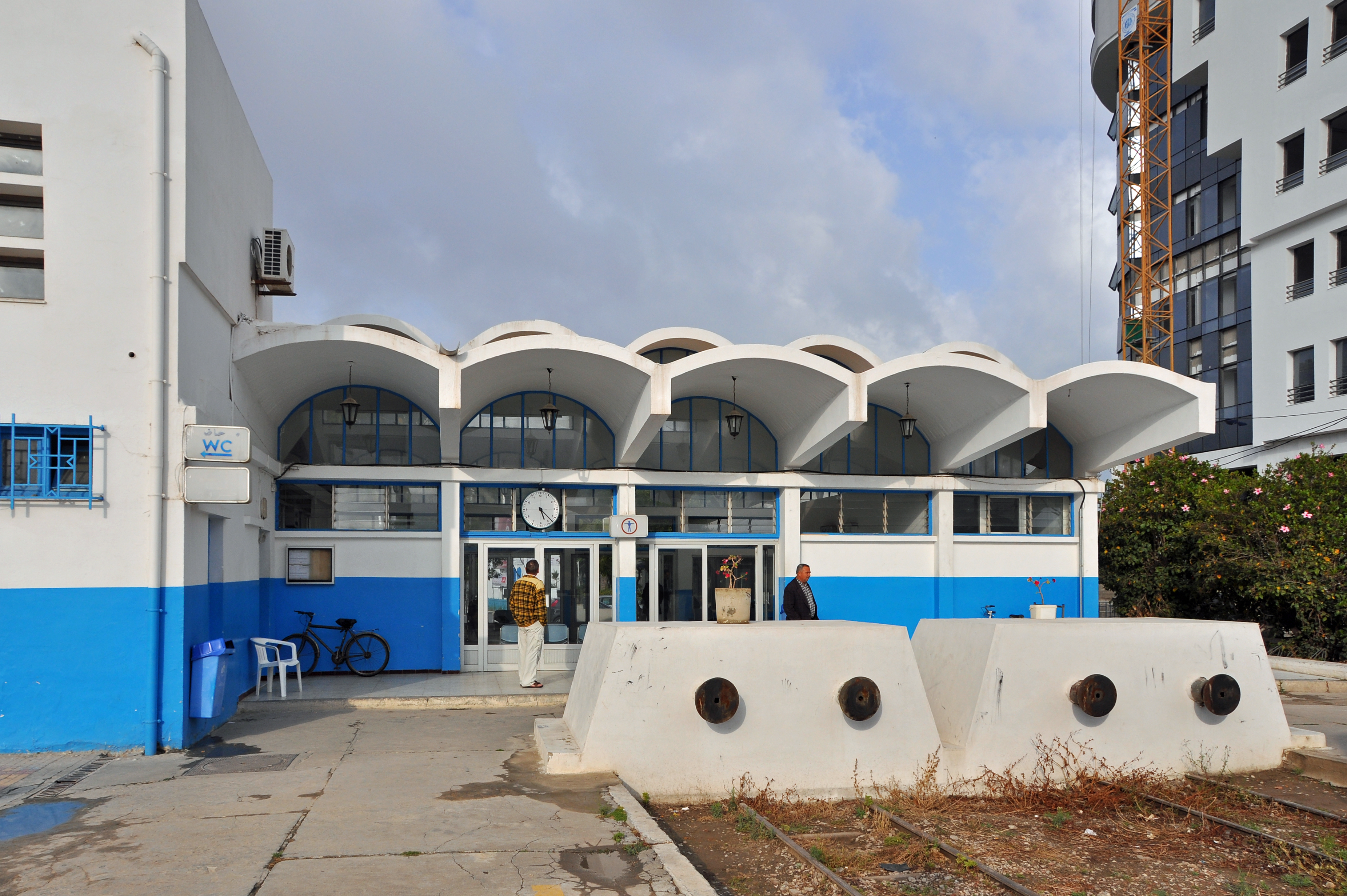
Gare de Nabeul.
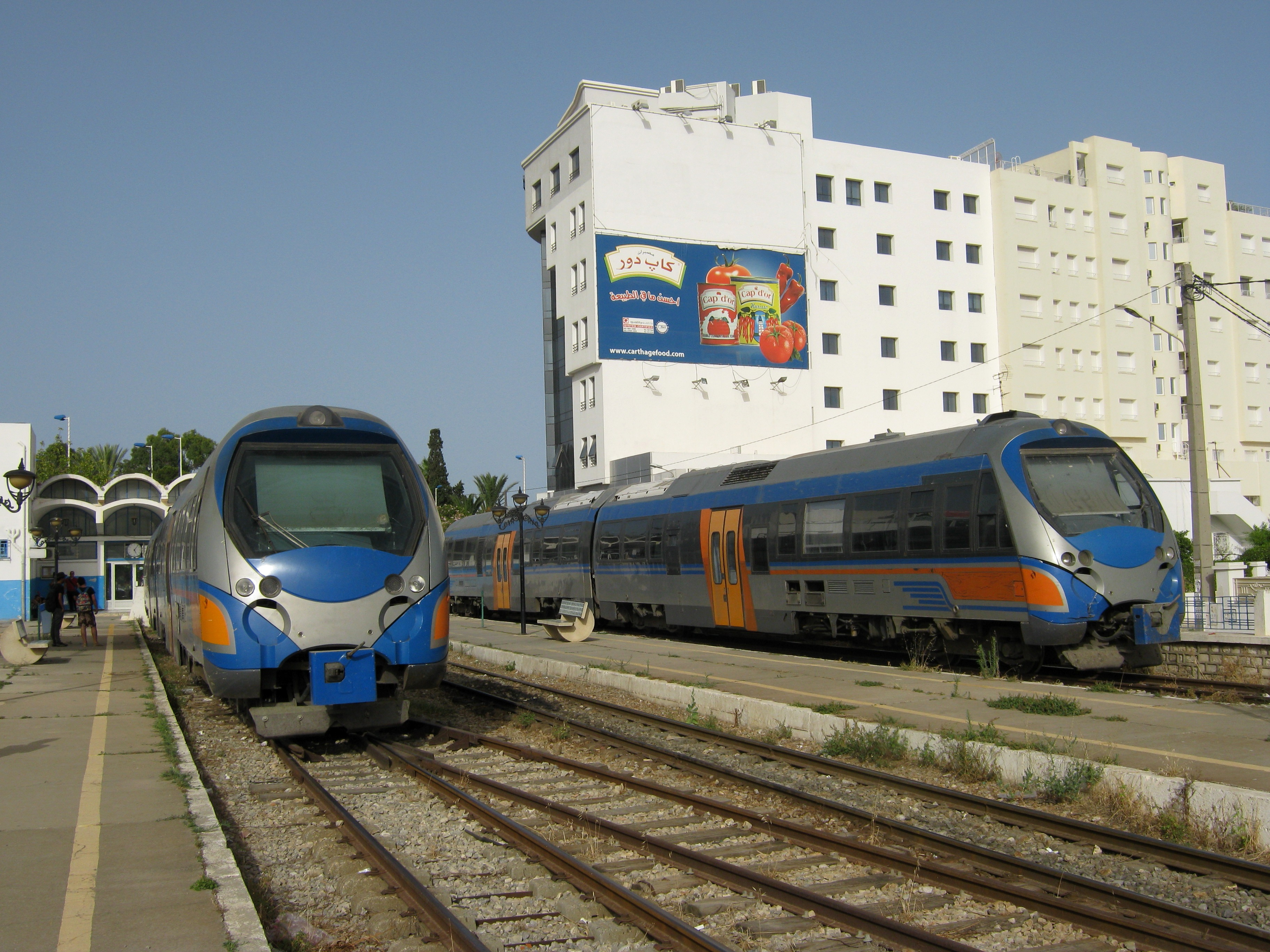
Train en gare de Nabeul.